# Marty Marion
Martin Whiteford Marion (ur. 1 grudnia 1916, zm. 15 marca 2011) – amerykański baseballista, który występował na pozycji łącznika przez 13 sezonów w Major League Baseball.

## Życiorys
W 1936 podpisał kontrakt jako wolny agent z St. Louis Cardinals i początkowo przez 4 lata występował w klubach farmerskich tego zespołu, między innymi w Rochester Red Wings. W MLB zadebiutował 16 kwietnia 1940 w meczu przeciwko Pittsburgh Pirates. Będąc zawodnikiem Cardinals czterokrotnie wystąpił w World Series (w 1941 zwycięstwo 4–1 nad New York Yankees, w 1943 porażka z New York Yankees 1–4, w 1944 zwycięstwo nad St. Louis Browns 4–2, w 1946 zwycięstwo nad Boston Red Sox 4–3). W 1943 po raz pierwszy wystąpił w Meczu Gwiazd, a rok później został wybrany MVP National League. W sezonie 1951 był grającym menadżerem St. Louis Cardinals
W listopadzie 1951 roku został zawodnikiem lokalnego rywala Cardinals, występującego w American League St. Louis Browns. Przez półtora sezonu był grającym menadżerem tego zespołu. W czerwcu 1954 został menadżerem Chicago White Sox i już po pierwszym meczu został zawieszony za odepchnięcie sędziego głównego Billa McGowana. W październiku 1956 zrezygnował z tej funkcji.
Zmarł 15 marca 2011 w wieku 94 lat.

## Nagrody i wyróżnienia
| Nagroda/wyróżnienie         | Lata                                                 | Źródło            |
| MVP National League         | 1966                                                 | [ 3 ]             |
| MVP National League         | 1944                                                 | [ 3 ]             |
| 9× All-Star                 | 1943, 1944, 1945, 1946, 1947, 1947, 1948, 1949, 1950 | [ 3 ] [ 11 ]      |
| 3× zwycięzca w World Series | 1942, 1944, 1946                                     | [ 5 ] [ 7 ] [ 8 ] |